# 220년

## 연호
- 후한(後漢) 건안(建安) 25년 / 연강(延康) 원년
- 위(魏) 황초(黃初) 원년

## 기년
- 후한(後漢) 헌제(獻帝) 32년
- 위(魏) 문제(文帝) 원년
- 신라(新羅) 내해 이사금(奈解泥師今) 25년
- 고구려(高句麗) 산상왕(山上王) 24년
- 백제(百濟) 구수왕(仇首王) 7년

## 사건
- 음력 3월, 신라의 이벌찬 이음이 죽었다. 충훤(忠萱)을 이벌찬으로 삼고, 지병마사(知兵馬事)를 겸하게 했다.
- 음력 7월, 신라, 양산(楊山) 서쪽에서 크게 사열(査閱)하였다.
- 위 구품관인법 제정
- 후한 마지막 황제 헌제, 조비에게 선양하다. 이로써 후한은 멸망하고 조위가 건국된다.

## 사망
- 3월 15일 - 중국 위(魏)무왕 태조(太祖) 조조(曹操).
- 중국 위(魏)의 대장군 하후돈(夏候惇)
- 중국 위(魏)의 문관 정욱(程昱)
- 중국 촉한(蜀漢)의 문관 법정(法正)
- 중국 촉한(蜀漢)의 무관 관우(關羽)

## 참고 문헌
- 김부식 (1145), 《삼국사기》 〈권2〉 내해 이사금 조(條)